# Vienna Open 2016
Il Vienna Open 2016, noto anche come Erste Bank Open per motivi di sponsorizzazione, è stato un torneo di tennis che si è giocato su campi di cemento al coperto. È stata la 42ª edizione del Vienna Open e faceva parte della categoria ATP Tour 500 dell'ATP World Tour 2016. Gli incontri si sono svolti nella Wiener Stadthalle di Vienna, in Austria, dal 22 al 30 ottobre 2016.

## Partecipanti

### Teste di serie
| Nazionalità | Giocatore             | Ranking* | Testa di serie |
| ----------- | --------------------- | -------- | -------------- |
| Regno Unito | Andy Murray           | 2        | 1              |
| Rep. Ceca   | Tomáš Berdych         | 9        | 2              |
| Austria     | Dominic Thiem         | 10       | 3              |
| Spagna      | Roberto Bautista Agut | 13       | 4              |
| Spagna      | David Ferrer          | 15       | 5              |
| Francia     | Jo-Wilfried Tsonga    | 16       | 6              |
| Francia     | Lucas Pouille         | 17       | 7              |
| Croazia     | Ivo Karlović          | 21       | 8              |

* Ranking al 17 ottobre 2016.

### Altri partecipanti
I seguenti giocatori hanno ricevuto una wild card per il tabellone principale:
- Karen Chačanov
- Gerald Melzer
- Jürgen Melzer

I seguenti giocatori sono passati dalle qualificazioni:

- Nikoloz Basilašvili
- Benjamin Becker
- Damir Džumhur
- Jan-Lennard Struff

## Campioni

### Singolare
Andy Murray ha sconfitto in finale  Jo-Wilfried Tsonga con il punteggio di 6–3, 7–6(6).
- È il quarantaduesimo titolo in carriera per Murray, settimo della stagione, secondo a Vienna e ottavo 500.

### Doppio
Łukasz Kubot /  Marcelo Melo hanno sconfitto in finale  Oliver Marach /  Fabrice Martin con il punteggio di 4–6, 6–3, [13–11].